# Futbol'nyj Klub Tambov 2016-2017
Questa voce raccoglie le informazioni riguardanti il Futbol'nyj Klub Tambov nelle competizioni ufficiali della stagione 2016-2017.

## Stagione
Al primo anno in seconda serie la squadra giunse quinta, sfiorando l'approdo ai play-off.

## Rosa
| N. |                    | Ruolo | Calciatore         |
| -- | ------------------ | ----- | ------------------ |
| 1  | Russia (bandiera)  | P     | Oleg Smirnov       |
| 2  | Russia (bandiera)  | D     | Aleksej Rybin      |
| 4  | Russia (bandiera)  | D     | Evgenij Ovsienko   |
| 5  | Russia (bandiera)  | D     | Evgenij Šljakov    |
| 6  | Russia (bandiera)  | C     | Valeri Sorokin     |
| 7  | Russia (bandiera)  | A     | Oleg Chernyshov    |
| 10 | Russia (bandiera)  | C     | Aleksandr Zyablov  |
| 11 | Ucraina (bandiera) | A     | Sergiy Shevchuk    |
| 13 | Russia (bandiera)  | A     | Denis Dorozhkin    |
| 15 | Russia (bandiera)  | A     | Andrej Časovskich  |
| 16 | Russia (bandiera)  | C     | Aleksandr Dutov    |
| 17 | Russia (bandiera)  | D     | Svjatoslav Šabanov |
| 18 | Russia (bandiera)  | C     | Il'ja Spicyn       |
| 19 | Russia (bandiera)  | D     | Aleksej Michalëv   |
| 21 | Russia (bandiera)  | P     | Denis Vavilin      |
| 25 | Russia (bandiera)  | C     | Denis Pojarkov     |

| N. |                       | Ruolo | Calciatore            |
| -- | --------------------- | ----- | --------------------- |
| 28 | Russia (bandiera)     | A     | Roman Grigorjan       |
| 29 | Russia (bandiera)     | D     | Aleksandr Gorbatjuk   |
| 30 | Ucraina (bandiera)    | C     | Maksym Trusevyč       |
| 70 | Russia (bandiera)     | D     | Andrey Murnin         |
| 88 | Russia (bandiera)     | A     | Yskandar Zarobekov    |
| 95 | Russia (bandiera)     | P     | Aleksandr Baženov     |
| 96 | Kazakistan (bandiera) | D     | Marat Bystrov         |
| 99 | Russia (bandiera)     | A     | Aleksandr Alumona     |
|    | Russia (bandiera)     | A     | Aleksej Aver'janov    |
|    | Lettonia (bandiera)   | C     | Arturs Zjuzins        |
|    | Russia (bandiera)     | C     | Dmitriy Kayumov       |
|    | Russia (bandiera)     | A     | Artem Deljkin         |
|    | Russia (bandiera)     | D     | Aleksandr Stoljarenko |
|    | Russia (bandiera)     | P     | Aleksandr Baženov     |
|    | Russia (bandiera)     |       | Michail Tynjanyj      |

## Risultati

### Campionato
| Tambov 11 luglio 2016, ore 18:00 1ª giornata | Tambov | 3 – 1 referto | SKA-Chabarovsk | Spartak Stadium (5000 spett.) |

| Chimki 16 luglio 2016, ore 18:00 2ª giornata | Chimki | 0 – 0 referto | Tambov | Stadio Rodina (1500 spett.) |

| Tambov 23 luglio 2016, ore 17:00 3ª giornata | Tambov | 3 – 2 referto | Sibir' | Spartak Stadium (4900 spett.) |

| Saransk 27 luglio 2016, ore 18:30 4ª giornata | Mordovija | 0 – 0 referto | Tambov | Start Stadion (3227 spett.) |

| Tambov 31 luglio 2016, ore 17:00 5ª giornata | Tambov | 0 – 0 referto | Kuban' | Spartak Stadium (4900 spett.) |

| Voronež 6 agosto 2016, ore 18:00 6ª giornata | Fakel Voronež | 3 – 0 referto | Tambov | Stadio Centrale (9500 spett.) |

| Tambov 13 agosto 2016, ore 17:00 7ª giornata | Tambov | 0 – 0 referto | Sokol Saratov | Spartak Stadium (2900 spett.) |

| Jaroslavl' 17 agosto 2016, ore 19:00 8ª giornata | Šinnik | 2 – 1 referto | Tambov | Stadio Šinnik (2300 spett.) |

| Tambov 21 agosto 2016, ore 17:00 9ª giornata | Tambov | 0 – 1 referto | Tjumen' | Spartak Stadium (2000 spett.) |

| Krasnojarsk 28 agosto 2016, ore 13:00 10ª giornata | Enisej | 2 – 1 referto | Tambov | Stadio Centrale (4400 spett.) |

| Tambov 3 settembre 2016, ore 15:30 11ª giornata | Tambov | 1 – 2 referto | Dinamo Mosca | Spartak Stadium (5000 spett.) |

| Kaliningrad 10 settembre 2016, ore 18:00 12ª giornata | Baltika | 1 – 2 referto | Tambov | Stadio Baltika (2100 spett.) |

| Tambov 17 settembre 2016, ore 15:00 13ª giornata | Tambov | 0 – 0 referto | Zenit-2 | Spartak Stadium (2500 spett.) |

| Astrachan' 26 settembre 2016, ore 18:00 14ª giornata | Volgar' Astrachan' | 1 – 2 referto | Tambov | Stadio Centrale (1560 spett.) |

| Tambov 2 ottobre 2016, ore 14:00 15ª giornata | Tambov | 0 – 0 referto | Spartak-Nal'čik | Spartak Stadium (2900 spett.) |

| Vladivostok 8 ottobre 2016, ore 12:00 16ª giornata | Luč-Ėnergija | 0 – 1 referto | Tambov | Stadio Dinamo (1200 spett.) |

| Tambov 15 ottobre 2016, ore 13:30 17ª giornata | Tambov | 1 – 0 referto | Spartak-2 Mosca | Spartak Stadium (2500 spett.) |

| Velikij Novgorod 22 ottobre 2016, ore 16:00 18ª giornata | Tosno | 2 – 0 referto | Tambov | Stadio Ėlektron (950 spett.) |

| Tambov 30 ottobre 2016, ore 13:30 19ª giornata | Tambov | 0 – 0 referto | Neftechimik | Spartak Stadium (2100 spett.) |

| Tambov 5 novembre 2016, ore 13:00 20ª giornata | Tambov | 0 – 1 referto | Chimki | Spartak Stadium (1300 spett.) |

| Novosibirsk 9 novembre 2016, ore 15:00 21ª giornata | Sibir' | 2 – 0 referto | Tambov | Stadio Zarja (800 spett.) |

| Chimki 12 novembre 2016, ore 17:00 22ª giornata | Tambov | 2 – 1 referto | Mordovija | Stadio Rodina (165 spett.) |

| Krasnodar 19 novembre 2016, ore 18:00 23ª giornata | Kuban' | 0 – 0 referto | Tambov | Stadio Kuban' (3810 spett.) |

| Chimki 25 novembre 2016, ore 13:00 24ª giornata | Tambov | 4 – 0 referto | Fakel Voronež | Stadio Rodina (300 spett.) |

| Saratov 8 marzo 2017, ore 14:00 25ª giornata | Sokol Saratov | 1 – 4 referto | Tambov | Stadio Lokomotiv (1 850 spett.) |

| Chimki 13 marzo 2017, ore 13:30 26ª giornata | Tambov | 0 – 1 referto | Šinnik | Stadio Rodina (250 spett.) |

| Tjumen' 19 marzo 2017, ore 12:00 27ª giornata | Tjumen' | 0 – 0 referto | Tambov | Stadio Geolog (2100 spett.) |

| Chimki 27 marzo 2017, ore 13:00 28ª giornata | Tambov | 1 – 0 referto | Enisej | Stadio Rodina (210 spett.) |

| Chimki 1º aprile 2017, ore 15:00 29ª giornata | Dinamo Mosca | 3 – 0 referto | Tambov | Arena Chimki (3 031 spett.) |

| Chimki 7 aprile 2017, ore 13:00 30ª giornata | Tambov | 0 – 1 referto | Baltika | Stadio Rodina (150 spett.) |

| San Pietroburgo 12 aprile 2017, ore 19:00 31ª giornata | Zenit-2 | 3 – 3 referto | Tambov | Stadio SK Petrovskij (400 spett.) |

| Tambov 17 aprile 2017, ore 14:00 32ª giornata | Tambov | 3 – 0 referto | Volgar' Astrachan' | Spartak Stadium (1010 spett.) |

| Nal'čik 23 aprile 2017, ore 15:00 33ª giornata | Spartak-Nal'čik | 0 – 1 referto | Tambov | Stadio Spartak (800 spett.) |

| Tambov 29 aprile 2017, ore 13:00 34ª giornata | Tambov | 1 – 0 referto | Luč-Ėnergija | Spartak Stadium (2500 spett.) |

| Mosca 6 maggio 2017, ore 13:00 35ª giornata | Spartak-2 Mosca | 1 – 2 referto | Tambov | Stadio Accademia Spartak (600 spett.) |

| Tambov 10 maggio 2017, ore 16:00 36ª giornata | Tambov | 3 – 0 referto | Tosno | Spartak Stadium (3000 spett.) |

| Nižnekamsk 14 maggio 2017, ore 16:00 37ª giornata | Neftechimik | 1 – 1 referto | Tambov | Stadio Neftechimik (350 spett.) |

| Chabarovsk 20 maggio 2017, ore 12:00 38ª giornata | SKA-Chabarovsk | 2 – 2 referto | Tambov | Stadio Lenin (8000 spett.) |

### Coppa
| Kaluga 24 agosto 2016, ore 18:00 Quarto turno | Kaluga | 1 – 3 referto | Tambov | (2 200 spett.) |

| Tambov 22 settembre 2016, ore 14:30 Sedicesimi di finale | Tambov | 0 – 5 referto | Zenit San Pietroburgo | Spartak Stadium (5 500 spett.) |